# Козаче-Лагерська сільська рада (Горностаївський район)
Коза́че-Ла́герська сільська́ ра́да — адміністративно-територіальна одиниця та орган місцевого самоврядування в Горностаївському районі Херсонської області. Адміністративний центр — село Козачі Лагері.

## Загальні відомості
Козаче-Лагерська сільська рада утворена в 1943 році.
- Територія ради: 75 км²
- Населення ради: 681 особа (станом на 2001 рік)

## Населені пункти
Сільській раді були підпорядковані населені пункти:
- с. Козачі Лагері
- с. Нові Олешки

## Склад ради
Рада складалася з 16 депутатів та голови.
- Голова ради: Гац Василь Михайлович
- Секретар ради: Чміль Любов Петрівна

### Керівний склад попередніх скликань
| Прізвище, ім'я, по батькові | Основні відомості                                                                       | Дата обрання | Дата звільнення |
| --------------------------- | --------------------------------------------------------------------------------------- | ------------ | --------------- |
| Ступін Дмитро Володимирович | Сільський голова, 1959 року народження                                                  | 26.03.2006   | 31.10.2010      |
| Гац Василь Михайлович       | Сільський голова, 1958 року народження, освіта середня спеціальна, член Партії регіонів | 31.10.2010   |                 |

Примітка: таблиця складена за даними сайту Верховної Ради України

### Депутати
За результатами місцевих виборів 2010 року депутатами ради стали:

#### За суб'єктами висування
| Суб'єкт висування                                       | Кількість обраних депутатів | %    |
| ------------------------------------------------------- | --------------------------- | ---- |
| Партія регіонів                                         | 11                          | 91,7 |
| Політична партія Всеукраїнське об'єднання «Батьківщина» | 1                           | 8,3  |

#### За округами
| № округу                                                | Прізвище, ім'я, по батькові   | Дата визнання обраним | Освіта  | Партійна приналежність                        | Відомості про обраного депутата                               |
| ------------------------------------------------------- | ----------------------------- | --------------------- | ------- | --------------------------------------------- | ------------------------------------------------------------- |
| Партія регіонів                                         |                               |                       |         |                                               |                                                               |
| 1                                                       | Єрохіна Валентина Вікторівна  | 03.11.2010            | вища    | позапартійна                                  | Козачелагерський фельдшерсько-акушерський пункт, завідувачка  |
| 2                                                       | Шворак Тетяна Іванівна        | 03.11.2010            | вища    | позапартійна                                  | Козачелагерська загальноосвітня школа І-ІІІ ст., вчитель      |
| 3                                                       | Жарковський Григорій Петрович | 03.11.2010            | середня | позапартійний                                 | тимчасово не працює                                           |
| 4                                                       | Фесина Володимир Олексійович  | 03.11.2010            | вища    | позапартійний                                 | Приватне сільськогосподарське підприємство «Колос», директор  |
| 5                                                       | Квакуша Галина Валеріївна     | 03.11.2010            | середня | позапартійна                                  | приватний підприємець                                         |
| 6                                                       | Шевчик Тетяна Володимирівна   | 03.11.2010            | вища    | член Партії регіонів                          | Козаче-Лагерська сільська рада, головний бухгалтер            |
| 8                                                       | Віремейчик Марина Василівна   | 03.11.2010            | вища    | позапартійна                                  | Приватне сільськогосподарське підприємство «Колос», бухгалтер |
| 9                                                       | Чміль Любов Петрівна          | 03.11.2010            | вища    | член Партії регіонів                          | Козаче-Лагерська сільська рада, секретар                      |
| 10                                                      | Поклад Петро Петрович         | 03.11.2010            | середня | член Партії регіонів                          | тимчасово не працює                                           |
| 11                                                      | Бабич Олександр Григорович    | 03.11.2010            | середня | член Партії регіонів                          | тимчасово не працює                                           |
| 12                                                      | Красницька Наталія Леонідівна | 03.11.2010            | вища    | позапартійна                                  | Козачелагерська загальноосвітня школа І-ІІІ ст., вчитель      |
| Політична партія Всеукраїнське об'єднання «Батьківщина» |                               |                       |         |                                               |                                                               |
| 7                                                       | Петряєв Олександр Семенович   | 03.11.2010            | вища    | член Всеукраїнського об'єднання «Батьківщина» | пенсіонер                                                     |

## Населення
Згідно з переписом УРСР 1989 року чисельність наявного населення сільської ради становила 800 осіб, з яких 375 чоловіків та 425 жінок.
За переписом населення України 2001 року в селі мешкало 667 осіб.

### Мова
Розподіл населення за рідною мовою за даними перепису 2001 року:
| Мова       | Відсоток |
| ---------- | -------- |
| українська | 98,97 %  |
| російська  | 1,03 %   |